# András Németh
András Németh (Ciudad del Cabo, 9 de noviembre de 2002) es un futbolista sudafricano, nacionalizado húngaro, que juega en la demarcación de delantero para el Puskás Akadémia F. C. de la Nemzeti Bajnokság I.

## Selección nacional
Tras jugar en las categorías inferiores de la selección, finalmente hizo su debut con la selección de fútbol de Hungría el 17 de noviembre de 2022 en un encuentro amistoso contra Luxemburgo que finalizó con un resultado de empate a dos tras los goles de Gerson Rodrigues y Alessio Curci para Luxemburgo, y de Attila Szalai y del propio Németh para Hungría.

### Goles internacionales
| # | Fecha                   | Estadio                                                 | Oponente   | Gol | Resultado | Competición |
| - | ----------------------- | ------------------------------------------------------- | ---------- | --- | --------- | ----------- |
| 1 | 17 de noviembre de 2022 | Estadio de Luxemburgo, Ciudad de Luxemburgo, Luxemburgo | Luxemburgo | 1-2 | 2–2       | Amistoso    |

## Clubes
| Club                        | País     | Año       | Partidos | Goles |
| --------------------------- | -------- | --------- | -------- | ----- |
| Lommel SK (cedido)          | Bélgica  | 2019-2020 | 2        | 0     |
| K. R. C. Genk               | Bélgica  | 2020-2023 | 21       | 3     |
| Jong Genk                   | Bélgica  | 2022-2023 | 4        | 1     |
| Hamburgo S. V.              | Alemania | 2023-2024 | 42       | 2     |
| SC Preußen Münster (cedido) | Alemania | 2024-2025 | 21       | 0     |
| Puskás Akadémia F. C.       | Hungría  | 2025-     | 3        | 0     |